# Yemayà
La Deessa Yemayà és una Orixa femenina del panteó del poble ioruba. Yemayà és originaria de Nigèria i el seu culte fou traslladat al continent americà, en el període del tràfic d'esclaus, juntament amb les altres religions africanes tradicionals i els seus costums.
El 2 de febrer té lloc la seva celebració en tots els països americans de l'Atlàntic sud. En aquest dia, persones de cultes tals com l'Africanisme, el Candomblé i la Umbanda (inclosa la Quimbanda) van cap al mar portant barques amb ofrenes.

## Sincretisme
Els esclaus africans, en convertir-se a la religió catòlica, van seguir amb la pràctica del sincretisme, i van sincretitzar a Yemayà, la Deessa ioruba del mar, amb la Mare de Déu de l'Esglesia catòlica.
Yemayà, va esdenir la patrona dels navegants, dels mariners i dels pescadors (aquest sincretisme religiós també es va donar a Brasil), d'aquesta manera els europeus creien que els esclaus africans s'havien convertit, però ignoraven que els esclaus continuaven amb el culte a Yemayà, una Orixa que regna en els mars i en tot el que hi ha en ells, és la protectora de la llar, i de la família, dels vaixells, i dels pescadors, i és la propietària dels fruits del mar. Aquest sincretisme va alterar molt la imatge de Yemayà, però mai va acabar d'alterar-la del tot, doncs encara es conserven imatges tradicionals o amb sincretisme lleu.

## Representacions
En la seva forma original, aquesta Orixa africana és venerada des de remots temps per milions d'africans. Després del sincretisme la van representar com una dona blanca, amb un vestit de color blau cel (o blanc en alguns casos) de llargs cabells negres, i llançant perles amb les seves mans. En alguns casos, també es conserva la imatge tradicional, una dona amb atributs femenins destacats, alletant a un nen, representant l'amor i la protecció materna sobre els seus fills, i sobre tots els que la invoquen. En uns altres, com en el candomblé brasiler, se la sol representar com una dona afroamericana amb un vestit típic del candomblé, portant un mirall i una corona, o també com una sirena, una criatura mitològica marina.

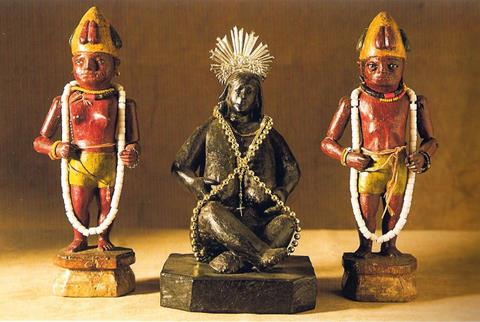
Yemayà acompanyada pels ibejis (imatges tradicionals africanes).

## Objectes propis de Iemanjá

### Ofrenes
Algunes ofrenes que posseeix són miralls de peixos i flors amb plomes celestials), ventalls (de qualsevol classe, usualment posseeixen plomes blanques o tenyides de celeste), pintes, corones (símbol que Iemanjá és propietària i senyora del mar), ancores, rems, timó, estels marins, conchillas, buzios (es tracta de caragols consagrats als orishes) i tots els objectes propis del mar.
Les seves ofrenes són lliurades en els temples afroamericans, i consten de ferramentas (es tracta dels objectes que són afins a Yemayà), menjars (com la mazamorra), velones i vés-les siguin de parafina o de cera d'abella de la mel (celestes o simplement blanques), flors blanques o celestes, perfums i colònies, fruites (especialment síndries, les quals són tallades en forma de flor i es col·loca blat de moro blanc bullit amb julivert), bijuteria, etc.